# Marica Gregorič-Stepančič
Marica Gregorič-Stepančič (Servola, 2 dicembre 1874 – Trieste, 16 febbraio 1954) è stata una scrittrice, poetessa e traduttrice italiana, di nazionalità slovena.

## Biografia

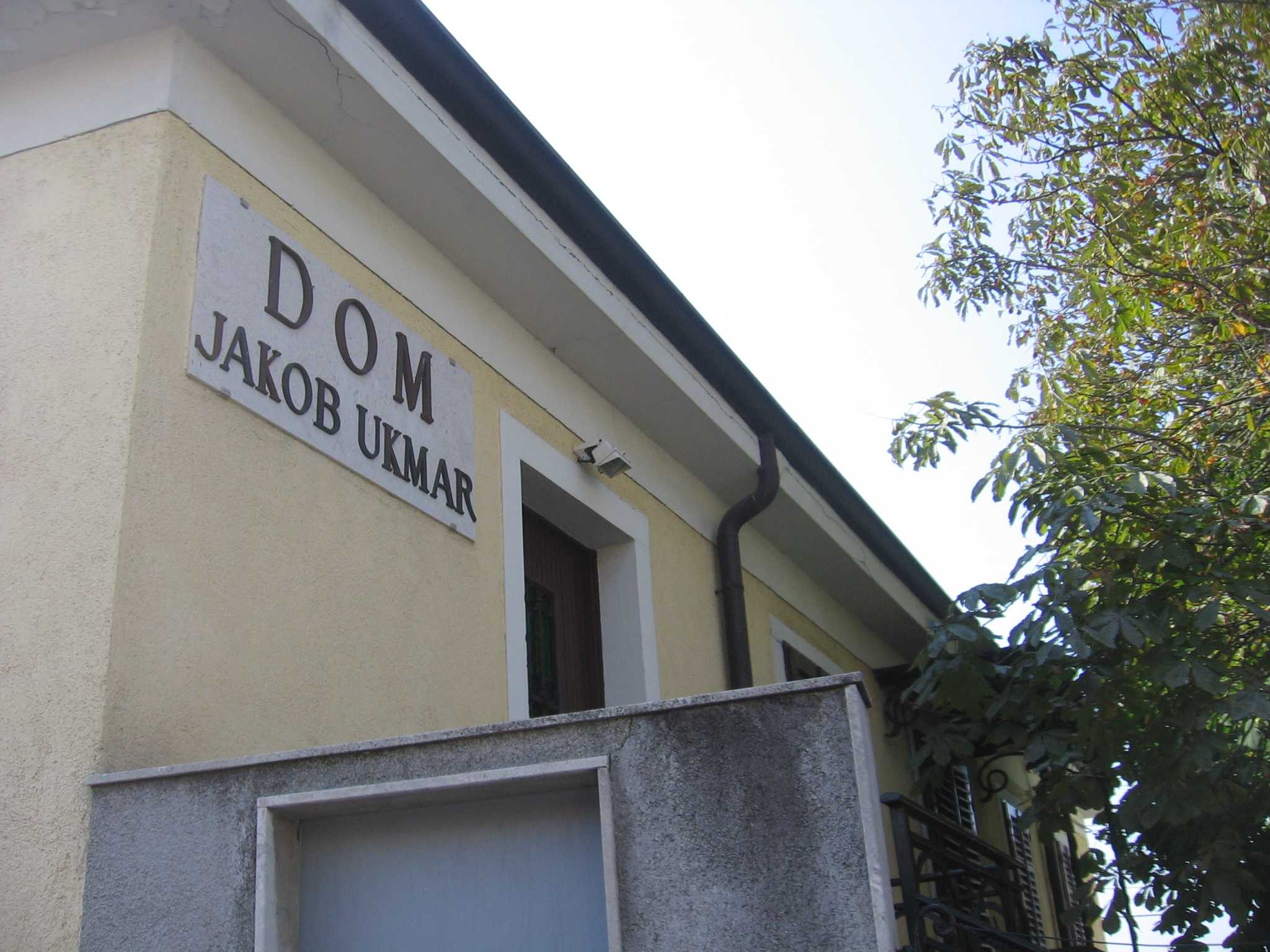
Casa natale di Marica Gregorič-Stepančič, sede dell'Opera Culturale di Servola/Dom Jakob Ukmar

Frequentò a Servola la scuola popolare negli anni 1882−1886, poi la scuola tedesca a Trieste (1886-1891), infine la scuola slovena a Gorizia (1891-1895). Nel 1895 conseguì il diploma di maturità e iniziò l'insegnamento presso la scuola di Cattinara e poi in diverse altre scuole del territorio di Trieste, infine a Servola (1906-1917), dove interruppe la professione a seguito del matrimonio con Gracijano Stepančič. In questo periodo era già attiva nell'attività di pubblicista, e negli anni tra il 1921 e il in 1923 curava il mensile femminile Jadranka, Glasilo zavednega ženstva, che nel 1923 rinominò Glasilo odločnih in neustrašnih. Con l'avvento del fascismo si ritirò dalla vita pubblica e si dedicò all'insegnamento alla gioventù.
Si dedicò molto ai viaggi, toccanto l'estremo nord dell'Europa, l'Africa settentrionale e parte dell'Asia.

## Attività
Iniziò a scrivere già ai tempi in cui insegnava, e nel 1894 e 1895 pubblicò diversi articoli nella rivista viennese Vesna. Successivamente pubblicò su diversi giornali (Edinost, Jutro, Ljubljanski zvon, Rdeči prapor, Zarja e sullo statunitense Glas svobode), soprattutto su Jadranka, del quale era editrice, redattrice e principale collaboratrice. Scrisse inizialmente poesie, pubblicate sotto diversi pseudonimi e molti articoli su diverse tematiche. Un posto particolare nella sua produzione letteraria merita il dramma storico in cinque parti Veronika Deseniška, messo in scena al Teatro Stabile Sloveno di Trieste il 30 aprile 1911 e pubblicato dal periodico Jadranka. Successivamente pubblicò articoli politici, prosa e poesia sul quotidiano triestino Edinost. Dal 1912 pubblicò articoli di viaggio sulle riviste Naša bodočnost e Dom in svet.
Nel 1915 scrisse una grammatica sloveno-italiana per gli italiani che fu pubblicata nel 1936. Nel 1918 pubblicò anche una grammatica italiano-slovena per gli sloveni. 
Il 28 dicembre 1924 vennero rappresentate, nella sala DKD dal Gruppo teatrale MDP, le sue opere Narodna noša (Il costume nazionale), Sneguljčica (Biancaneve) e Pepelka (Cenerentola).
Pubblicò poi: Istruzione pratica di linguea e gramatica slovena (Trieste 1916), Corso di lingua slovena ad uso degli italiani (Trieste 1922), Grammatica slovena (Trieste 1936), Slovensko italijanska slovnica (Cleveland 1922), Italijanska slovnica (Lubiana 1941). Successivamente collaborò ad altre riviste e giornali, come autrice e traduttrice dal francese, italiano, tedesco e russo, da quest'ultimo soprattutto Puškin e Tolstoj. Si firmava con numerosi pseudonimi, tra i quali sono noti Marica, Mara, Vanda, Mira, Škedenjka, Zagorka, Primorka, Ksenija, Rodoljubka, Tržačanka, Kraševka, Italska Slovenka, Vzgojiteljica, M. Stpč., Marja, Mihajlova, Mara in M. S. Gracijanova.
Al suo nome è stata intitolata nel 1978 la Scuola Elementare di S.Anna a Trieste.

## Opere
- Otroški oder. Igrice za mladino otroških vrtcev in ljudske šole, Ljubljana, Učiteljska tiskarna 1910